# Campanario trinitario

Gotein-Libarrenx

Un campanario trinitario (en francés: clocher trinitaire, en euskera: Hirutako zeinutegia) o campanario suletino (en francés: clocher souletin) es una torre campanario o espadaña de tres puntas típica de la provincia histórica de Sola (País Vasco francés). Los picos simbolizan la Santísima Trinidad.
Se dispone generalmente en la fachada plana de la iglesia. Por esta razón, a veces se le llama la pared de campanario-muro  (en francés: clocher-mur).

## Campanarios trinitarios
Tienen un campanario trinitario las siguientes localidades (lista no exhaustiva):
- Agnos
- Arrast
- Aussurucq
- Berrogain-Laruns
- Charritte
- Espès-Undurein
- Gotein-Libarrenx
- Idaux-Mendy
- Mauléon-Licharre (capilla del colegio)
- Moncayolle
- Capilla del col d'Osquich
- Saint-Yaguen.
- Viellenave-de-Navarrenx
- Viodos-Abense-de-Bas.

## Galería de imágenes

Campanarios trinitarios
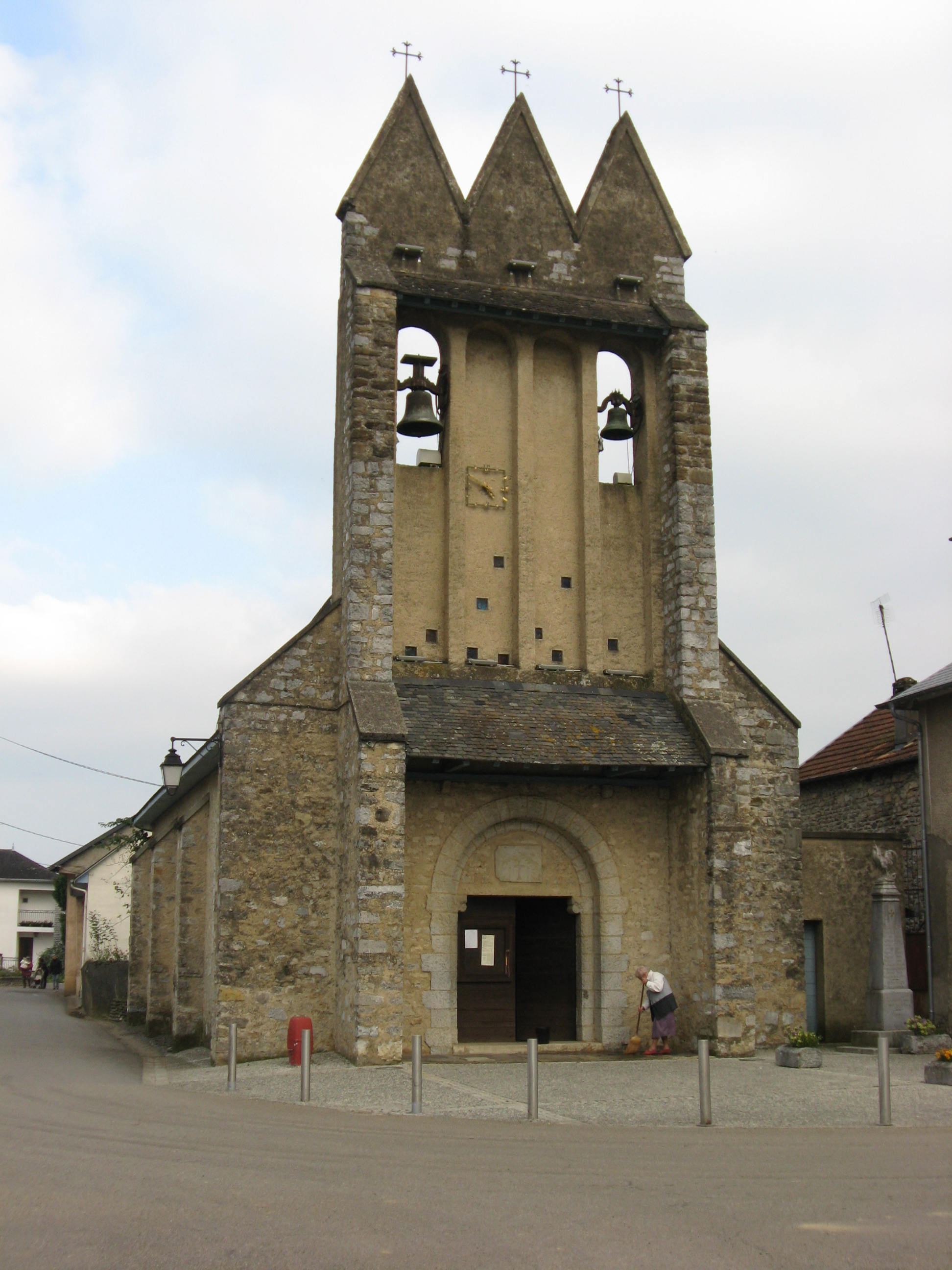
Agnos
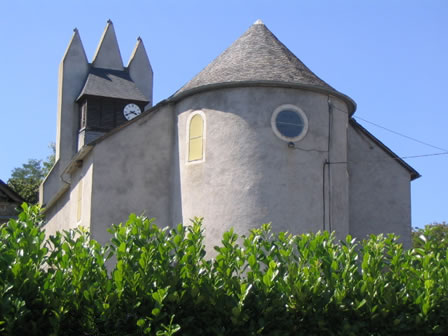
Berrogain-Laruns
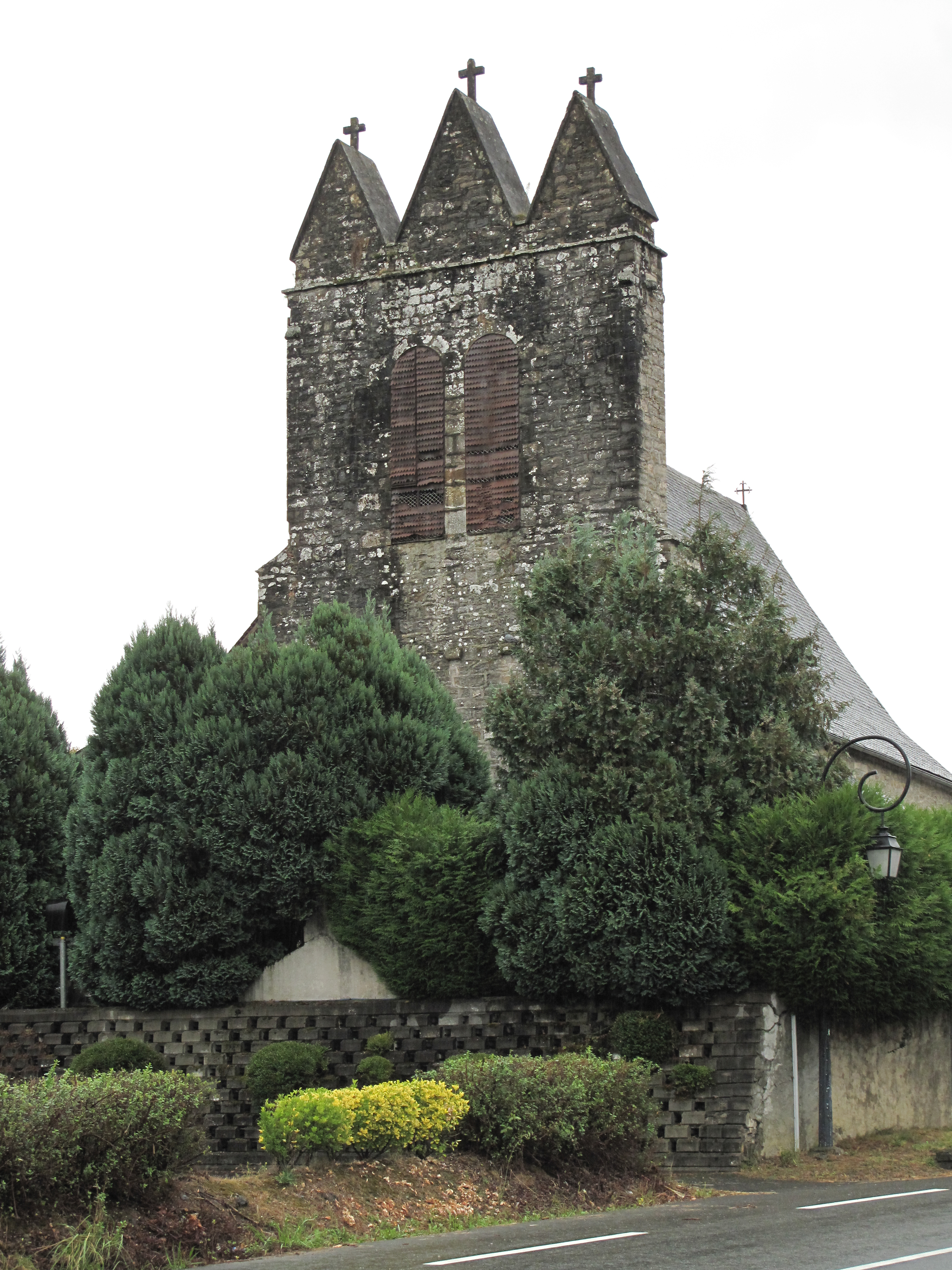
Charritte-de-Haut
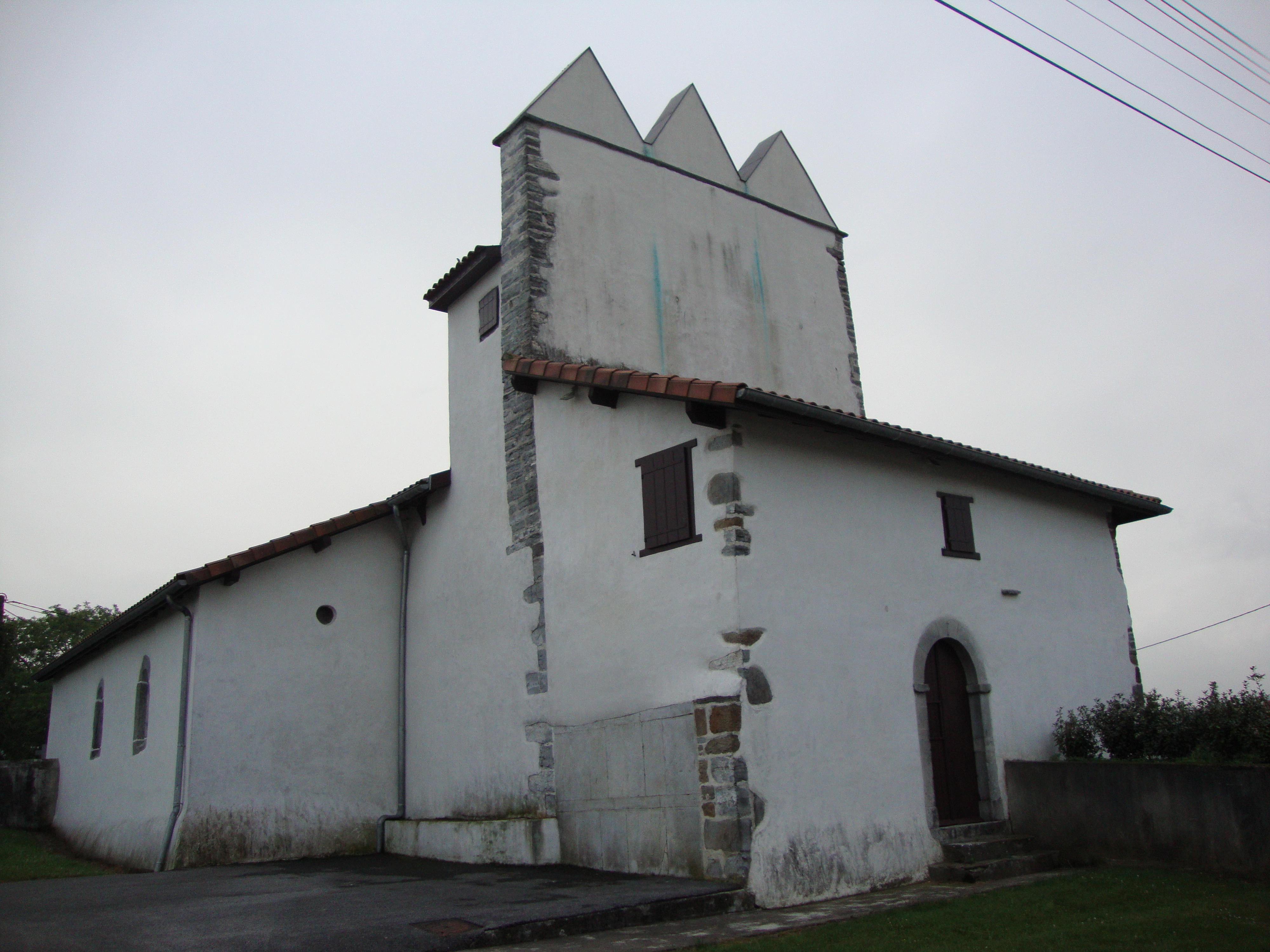
Berraute
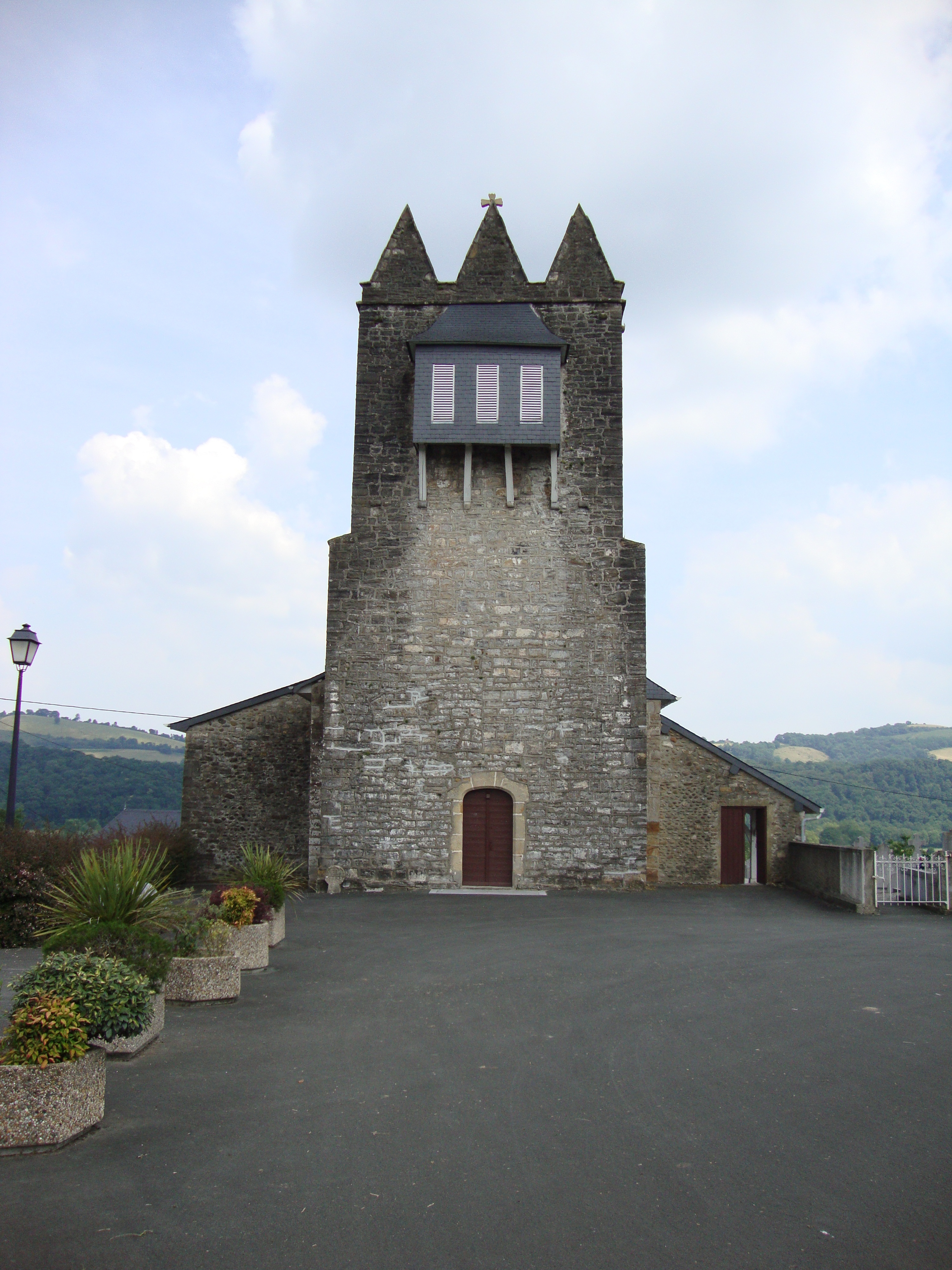
Undurein
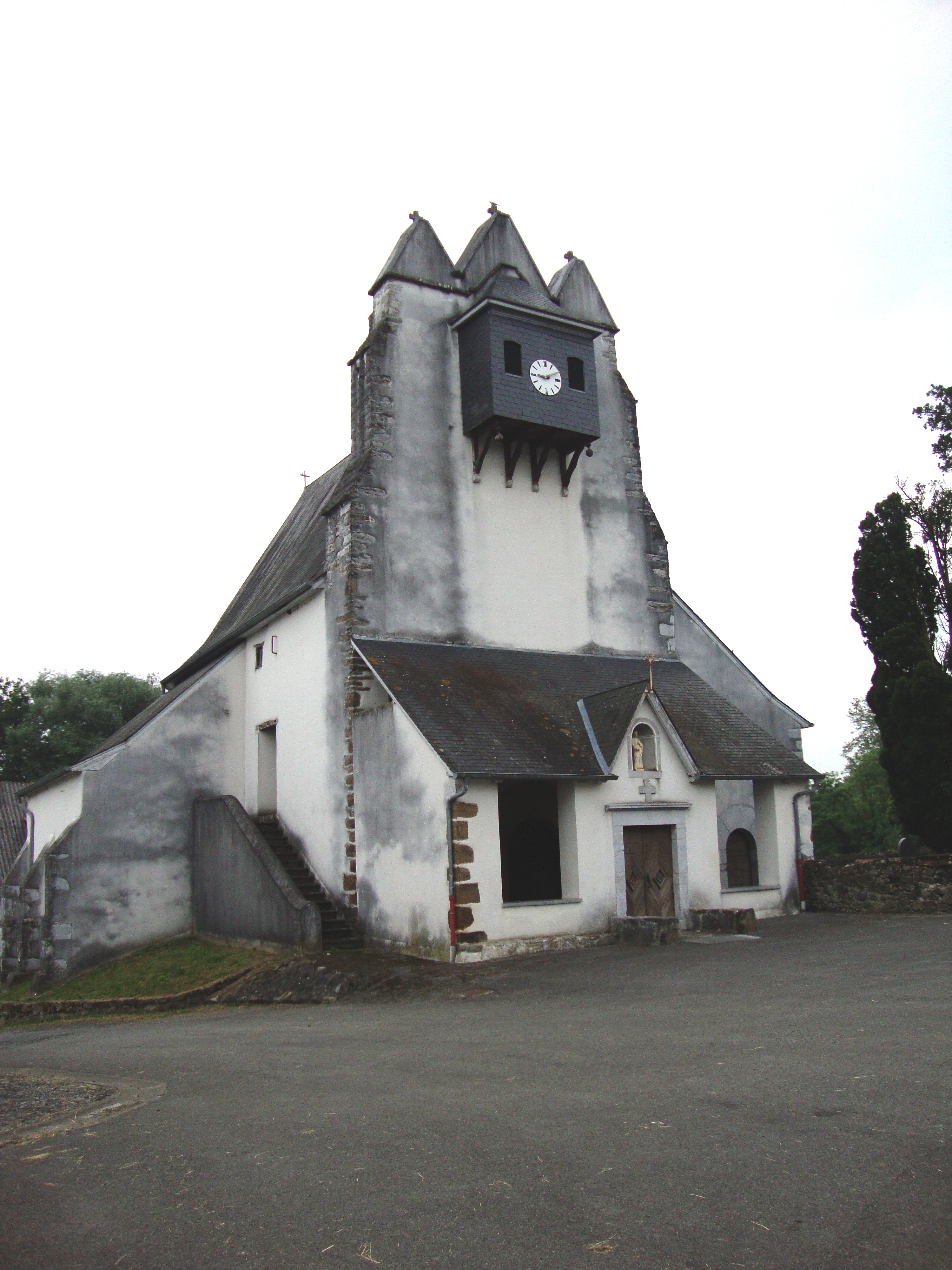
Idaux

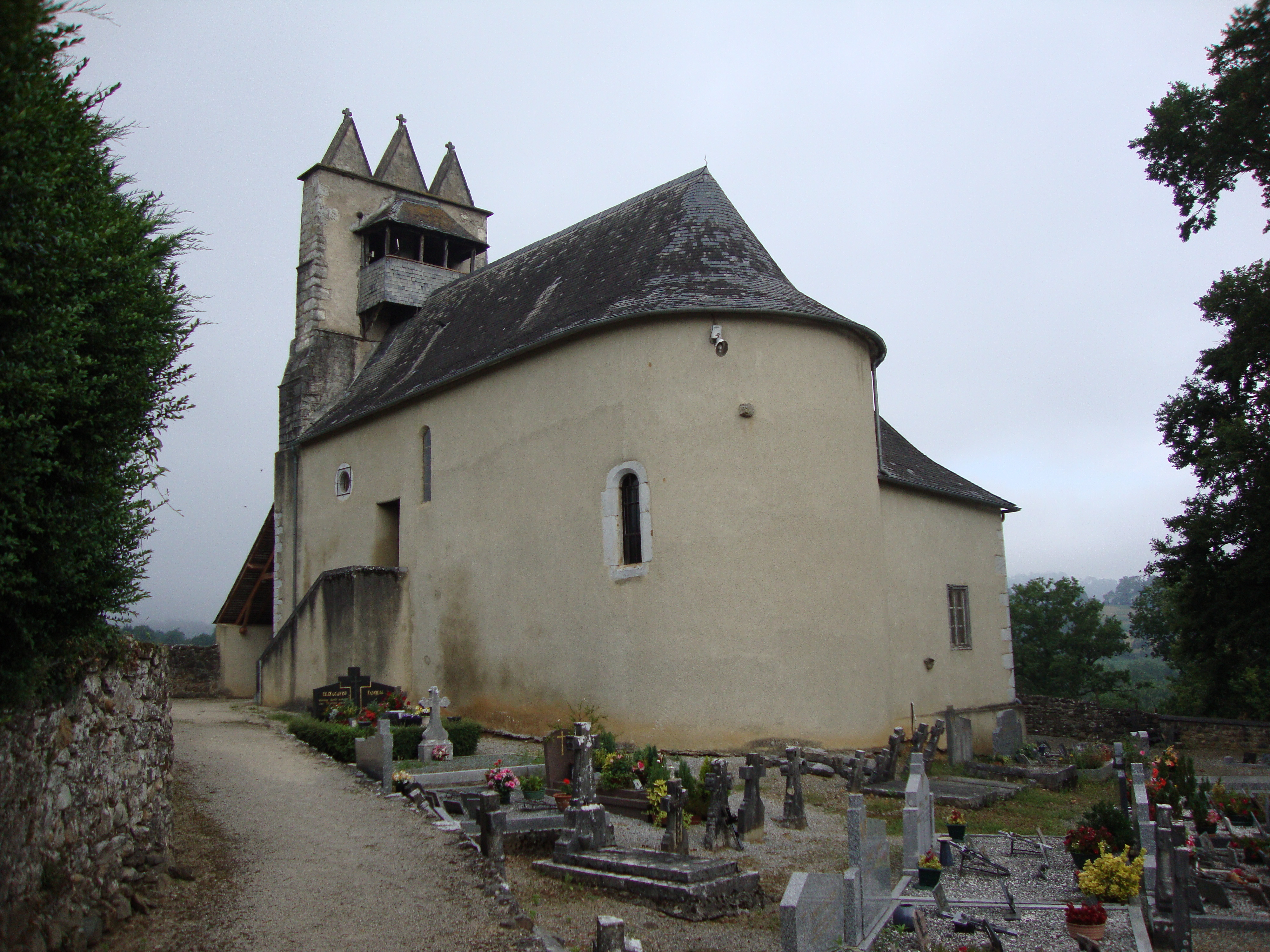
Mendy
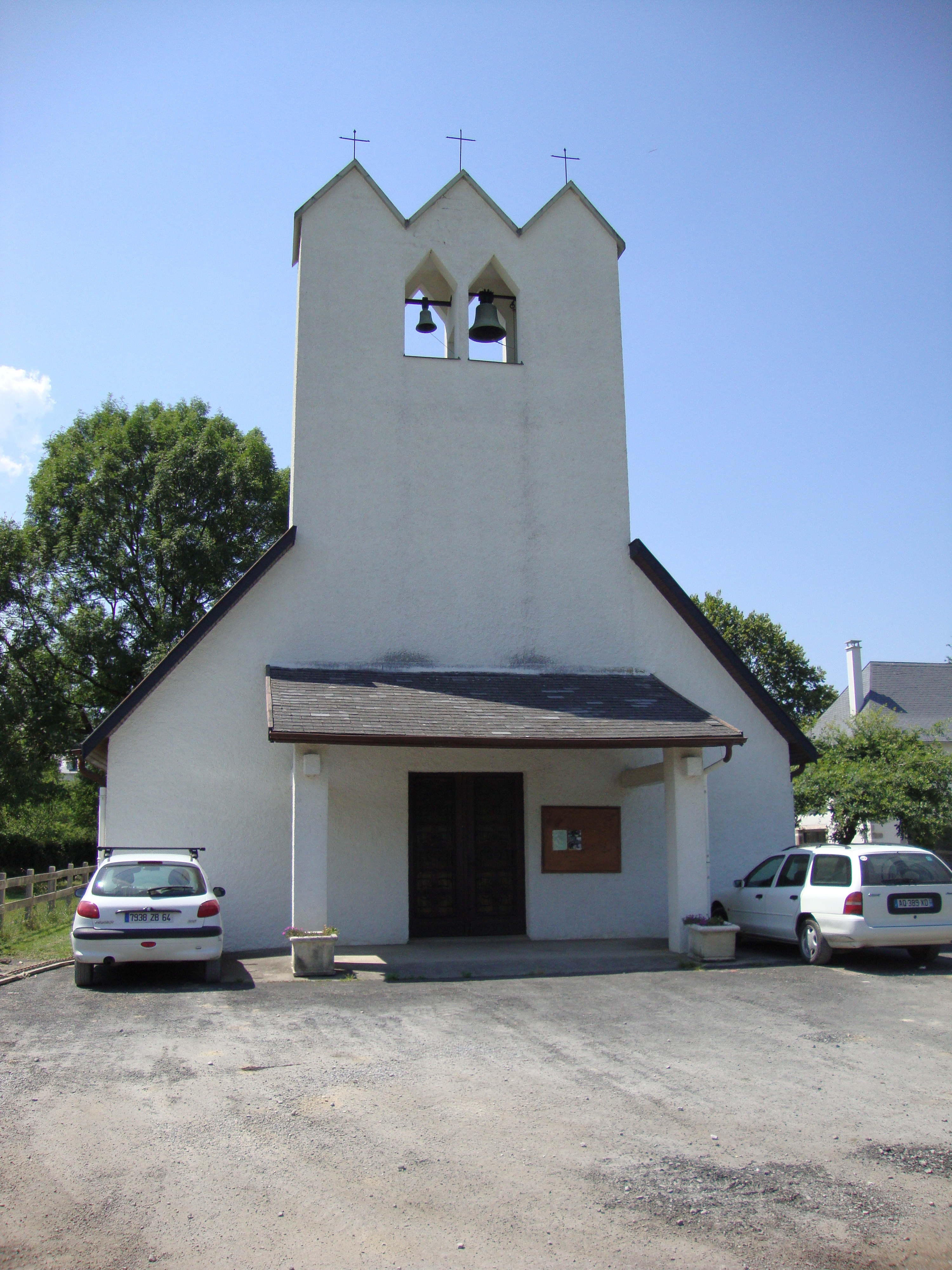
Abense
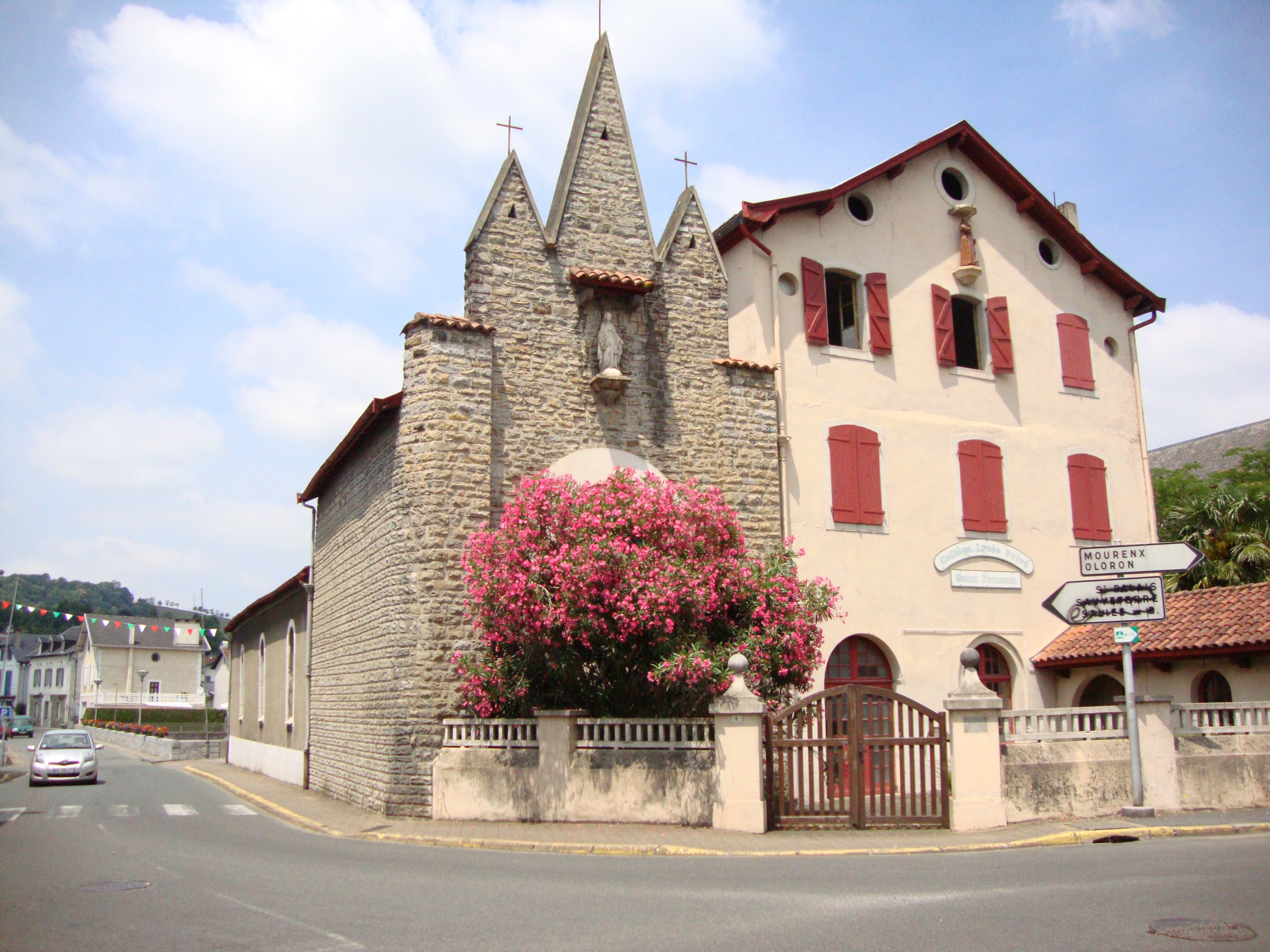
Mauléon-Licharre, la capilla del liceo Saint-François
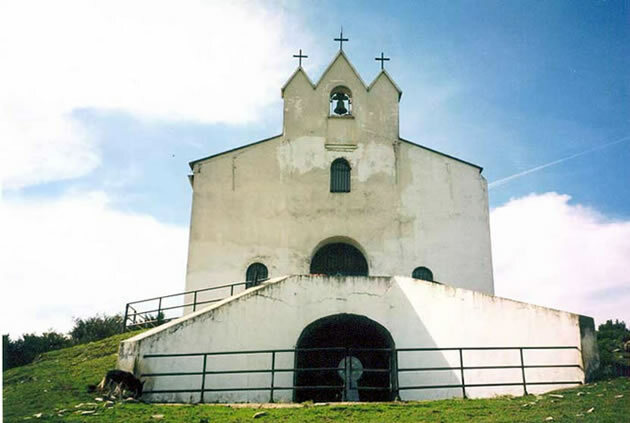
Chapelle Saint-Antoine du col d'Osquich
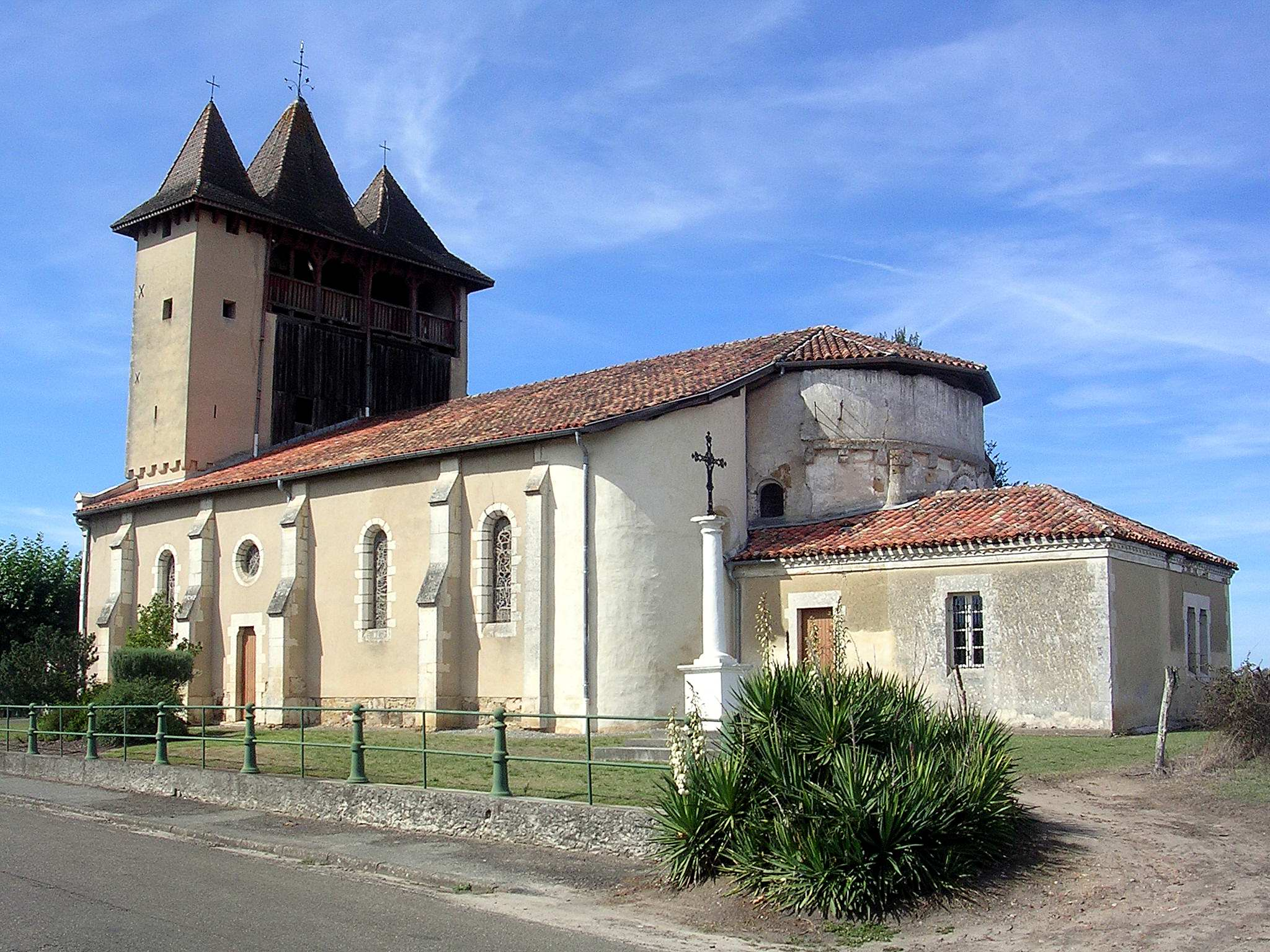
Église Saint-Jacques-le-Majeur de Saint-Yaguen
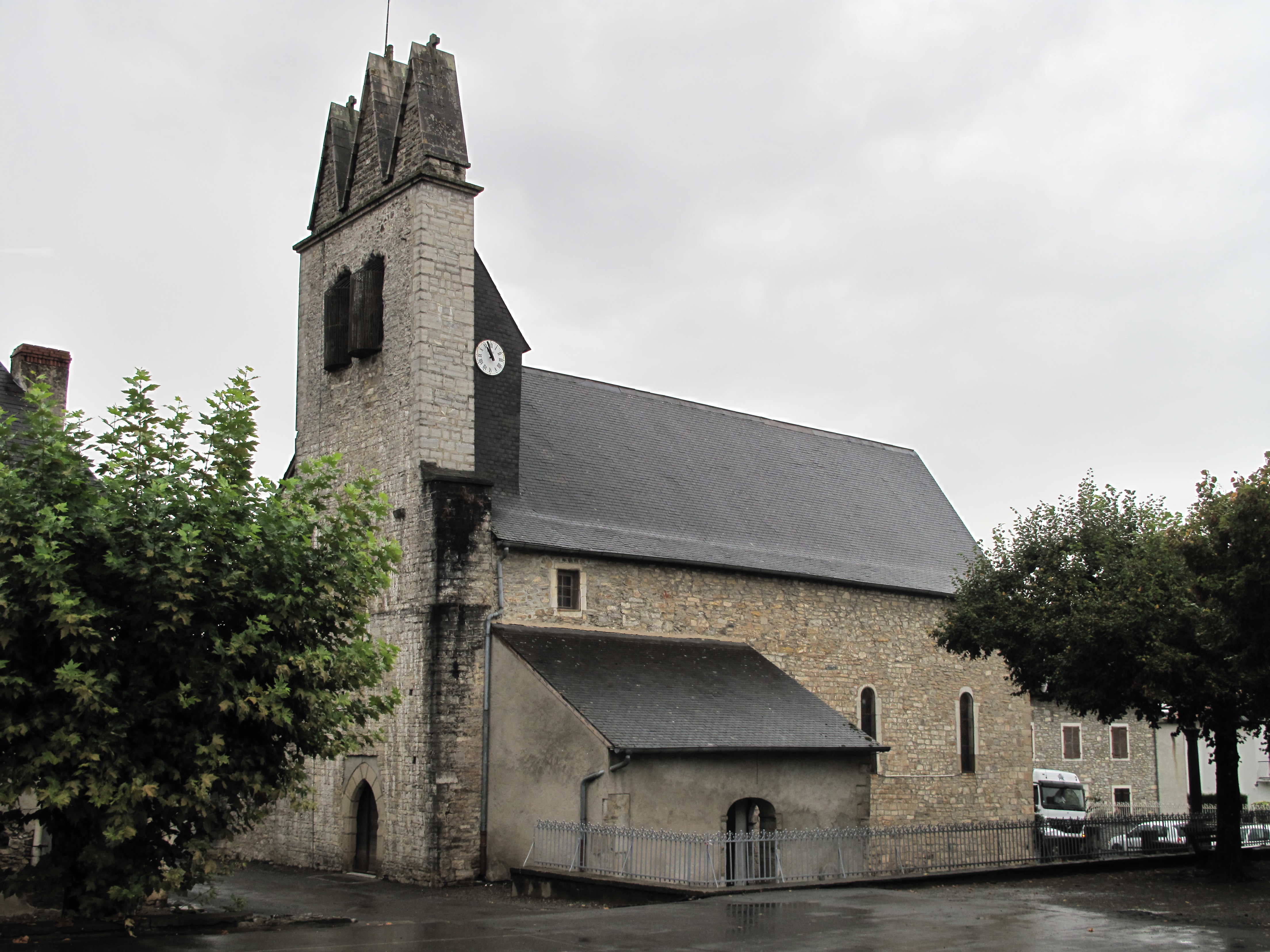
Viodos